# Nima Pirooznia
Nima Pirooznia (* 1981 in Teheran) ist ein deutscher Politiker. Er war von November 2017 bis Juni 2019 Mitglied der Bremischen Bürgerschaft (Bündnis 90/Die Grünen) und Sprecher für die Themenbereich Kulturpolitik, Gesundheitspolitik und Kreativwirtschaft.

## Biografie

### Ausbildung und Beruf
Pirooznia wuchs in Kiel auf. Er studierte erfolgreich Volkswirtschaftslehre auf Diplom und erwarb einen Masterabschluss in Business Management. Er leitet in Bremen das Organisationsentwicklung eines mittelständischen Betriebs und lehrt im Bereich Wirtschaftswissenschaften an der Hochschule Bremen.

### Politik
Pirooznia ist seit 2007 für die Grünen politisch aktiv u. a. als Mitglied des Landesvorstandes und als Sprecher der Landesarbeitsgemeinschaft Wirtschafts- und Finanzpolitik. Er war Mitglied im Beirat des Stadtteils Bremen - Findorff und seit 2015 Mitglied der Deputation für Wirtschaft, Arbeit und Häfen.
Nachdem Kirsten Kappert-Gonther 2017 in den Bundestag gewählt wurde und ihr Bürgerschaftsmandat aufgab, rückte Pirooznia (Listenplatz 12) am 3. November 2017 in die Bürgerschaft nach.
Bei der Bürgerschaftswahl in Bremen 2019 verlor er sein Abgeordnetenmandat.